# 청주지방법원 충주지원
청주지방법원 충주지원은 청주지방법원의 관할 사건 중에서 충주시, 음성군을 관할하는 사건을 재판하는 법원이다.

## 관할 구역
- 재판관할
  - 충주지원: 충주시, 음성군
  - 음성군법원: 음성군
- 등기관할
  - 충주지원 등기과: 충주시
  - 음성등기소: 음성군

## 지원장
| 순번 | 이름   | 재임 기간                          |
| ---- | ------ | ---------------------------------- |
| 1대  | 추진수 | 1949년 5월 30일 ~ 1951년 7월 30일  |
| 2대  | 임항준 | 1951년 7월 31일 ~ 1953년 11월 19일 |
| 3대  | 김상학 | 1953년 11월 20일 ~ 1959년 1월 9일  |
| 4대  | 유지원 | 1959년 1월 10일 ~ 1963년 2월 27일  |
| 5대  | 송기성 | 1963년 4월 1일 ~ 1969년 4월 6일    |
| 6대  | 박남구 | 1969년 4월 ~ 1973년 3월 31일       |
| 7대  | 박규석 | 1973년 4월 1일 ~ 1976년 12월 31일  |
| 8대  | 박순철 | 1977년 1월 4일 ~ 1977년 11월 6일   |
| 9대  | 이정낙 | 1977년 11월 7일 ~ 1979년 5월 20일  |
| 10대 | 남윤호 | 1979년 5월 21일 ~ 1980년 5월 31일  |
| 11대 | 김헌무 | 1980년 6월 1일 ~ 1981년 4월 20일   |
| 12대 | 조열래 | 1981년 4월 21일 ~ 1981년 8월 31일  |
| 13대 | 김영일 | 1981년 9월 1일 ~ 1983년 8월 31일   |
| 14대 | 유효봉 | 1983년 9월 1일 ~ 1986년 4월 30일   |
| 15대 | 구도일 | 1986년 5월 1일 ~ 1989년 2월 28일   |
| 16대 | 조병직 | 1989년 3월 1일 ~ 1992년 2월 20일   |
| 17대 | 김능환 | 1992년 2월 21일 ~ 1994년 7월 27일  |
| 18대 | 민일영 | 1994년 7월 28일 ~ 1997년 2월 26일  |
| 19대 | 허만   | 1997년 2월 28일 ~ 1999년 2월 28일  |
| 20대 | 임한흠 | 1999년 3월 1일 ~ 2000년 2월 17일   |
| 21대 | 윤홍근 | 2000년 2월 17일 ~ 2001년 2월 18일  |
| 22대 | 고원석 | 2001년 2월 19일 ~ 2002년 2월 17일  |
| 23대 | 우광택 | 2002년 2월 18일 ~ 2004년 2월 17일  |
| 24대 | 이동신 | 2004년 2월 18일 ~ 2005년 2월 20일  |
| 25대 | 강영수 | 2005년 2월 21일 ~ 2006년 2월 19일  |
| 26대 | 전광식 | 2006년 2월 20일 ~ 2008년 2월 20일  |
| 27대 | 전병관 | 2008년 2월 21일 ~ 2010년 2월 21일  |
| 28대 | 유헌종 | 2010년 2월 22일 ~ 2012년 2월 26일  |
| 29대 | 권동주 | 2012년 2월 27일 ~ 2014년 2월 23일  |
| 30대 | 박정규 | 2014년 2월 24일 ~ 2016년 2월 21일  |
| 31대 | 정택수 | 2016년 2월 22일 ~ 2018년 2월 25일  |
| 32대 | 정찬우 | 2018년 2월 26일 ~ 현재             |

## 같이 보기
- 대법원
- 청주지방법원